# Zulkifilu Rabiu
Zulkifilu Rabiu (* 1. Januar 2002), mit vollständigen Namen Zulkifilu Muhammad Rabiu, ist ein nigerianischer Fußballspieler.

## Karriere

### Verein
Zulkifilu Rabiu steht seit 2019 bei Plateau United unter Vertrag. Der Verein aus Jos im Bundesstaat Plateau spielt in der ersten nigerianischen Liga.

### Nationalmannschaft
Zulkifilu Rabiu spielte 2019 viermal in der U20-Nationalmannschaft von Nigeria. Hier kam er in den Gruppenspielen und im Achtelfinale bei der U20-Weltmeisterschaft in Polen zum Einsatz. Das Achtelfinale verlor man gegen den Senegal mit 2:1.
Seit 2021 spielt Zulkifilu Rabiu für die Nationalmannschaft von Nigeria. Sein Debüt in der Nationalelf gab er am 4. Juli 2021 in einem Freundschaftsspiel gegen Mexiko. Hier wurde er in der 68. Minute für Uche Onwuansanya eingewechselt. Mexiko gewann das Spiel im Los Angeles Memorial Coliseum mit 4:0.